# 한규호
한규호(韓奎鎬, 1951년 2월 4일~)는 대한민국의 정치인이다. 강원도 횡성군수를 역임했다.

## 학력
- 횡성초등학교 졸업
- 횡성중학교 졸업
- 원주고등학교 졸업
- 상지대학교 법학 학사

### 비학위 수료
- 연세대학교 대학원 행정학 석사 수료
- 강원대학교 대학원 행정학 박사 수료

## 경력
- 1991 강원도 공영개발사업단 관리과장
- 1996 강원도 예산기획계장
- 1999.01 강원도 관광문화국 관광개발과장
- 2000.01 강원도 횡성군 부군수
- 2003.01 강원도 공보관
- 2003.07 ~ 2005.04 김진선 강원도지사 비서실 실장
- 2006.07 ~ 2010.06 제41대 강원도 횡성군수
- 2014.07 ~ 2019.06 제43·44대 강원도 횡성군수

## 가족
- 부인 박수영[2]
  - 슬하 1남 1녀

## 역대 선거 결과
|  | 43.56% |

|  | 48.28% |

|  | 61.15% |

|  | 47.03% |